# Іван Аксак
Іван (Ян) Аксак гербу власного (пом. 1627) — шляхтич, урядник Речі Посполитої.

## Життєпис
Батько — Мартин, перебував на службі в канцлера Великого Князівства Литовського Миколи Радзивілла.
Посади: київський земський суддя (1599—1627 роки), київський підвоєвода у 1595—1600 роках за воєводи князя Костянтина Василя Острозького. У нього домашнім учителем служив майбутній гетьман Петро Конашевич.
1594 чи 1595 року остерський боярин, учасник повстання К. Косинського Юрій Рожновський, син Семена, який назвав себе внуком князя Яцька Половця, показав йому документи на право спадщини князя, які викрав із канцелярії Остерського замку. 1602 чи 1603 року вони уклали угоду, за якою Іван Аксак брав під своє покровительство Ю. Рожновського взамін за половину маєтностей. Аксак 1604 року отримав лист короля, за яким маєтності до вирішення справи умовно передавали Юрієві Рожновському, який на другий день «продав» їх Іванові Аксаку. Королівська канцелярія 1613 року видала лист на право володіння цими ж землями королівському секретарю Захарієві Єловицькому. Іван Аксак не допустив останнього до маєтностей, виконання «операції» доручив сину Стефанові. Останній посеред села Літківці оточив його озброєними челядниками на конях, облаяв «найгострішими словами», сказав забиратися геть.
Припускають, що на сметрому ложі Іван Аксак став римо-католиком, заповів поховати себе в одній крипті з тілом дружини в домініканському костелі св. Миколая в Києві.

## Родина
Дружина — шляхтянка з Галичини Барбара Кльонська. Діти:
- Марко, помер раніше батька бездітним, служив у коронному обозі,
- Стефан — київський земський суддя; — остерський і бобрівницький староста, власник великих земельних маєтностей на Остерщині; виступав проти козаків і міщан, які відстоювали свої права, вороже ставився до селянсько-козацького повстання (1637), яке очолили Мурко і Носко, і до Хмельниччини. Боячись народного гніву, втік з України. Дружини: — Лозчанка[4], дочка маршалка Мозира; Катерина Чолганська,
- Михайло,
- NN, дочка, дружина Ґрабі (пол. Grabi), після смерти чоловіка стала монахинею-домініканкою у Львові[5]
- NN, донька, дружина Йосифа Халецького[5]